# Calcioancylite-(Nd)
La calcioancylite-(Nd) è un minerale appartenente al supergruppo dell'ancylite.